# Фијат G.50
Фијат G50 "Стрела" (итал. Fiat G50 "Freccia") је италијански једномоторни, једноседи, нискокрилни авион металне конструкције са затвореном кабином и увлачећим стајним трапом, који се користио као ловачки авион пре и у току Другог светског рата. Као школски авион користио се после рата до краја 1946. године (у Финској до 1947. године).

## Пројектовање и развој
Авион Фијат G.50 је пројектовао у то време релативно млад инж. Ђусепе Габриели (Giuseppe Gabrielli), који до тада није имао искуства у пројектовању борбених авиона јер се бавио само пројектовањем спортских авиона. Рад на пројекту овог авиона је започео априла 1935. године а већ средином лета 1936. је започет рад на два прототипа овог авиона чија је израда поверена огранку Фиат-а. Први прототип (званична ознака MM 334) авиона G.50 је први пут полетео 26. фебруара 1937, и на пробним летовима, достиже максималну брзину од 472 km на сат и пењања на 6.000 метара метара за шест минута и 40 секунди.

## Технички опис
Носећа конструкција авиона је била полумонокок, сет рамова направљених од дуралуминијума међусобно су повезани уздужним укрућењима а алуминијумска облога је била закивцима причвршћена за уздужна укрућења и попречне рамове. Носач мотора је био направљен од заварених легираних челичних цеви. Труп је изведен као центроплан (труп изједна са средњим делом крила). Пилот је седео у затвореном кокпиту испод клизног прозирног поклопца; седиште је било подесиво и по висини и по углу нагиба у складу са жељама пилота. Команде за управљање авионом су биле комбинација полужних система и челичних ужади са ужетњачама. Авион је био опремљен кисеоничком опремом, стационарним противпожарним системом са CO2, оптичким нишаном, радиостаницом а ловци бомбардери и са спољним системом за подвешавање бомби.
Најчешће уграђиван мотор у авион Фиат G.50 је био Фиат А.74 RC38 14-цилиндрични ваздухом хлађеним, радијални мотор са турбопуњачем, снаге 870 Кs (650 kW), при узлетању 960 КS (720 kW). Мотор је био обложен НАЦА прстеном за побољшано хлађење мотора. Мотор је имао уграђен редуктор и трокраку Хамилитон елису са променљивим кораком. Поред овог мотора, направљена су два прототипа у које су уграђивани мотори Фијат А76 RC40 снаге 1.000 KS и Даимлер-Бенц DB 601 снаге 1.100 KS..
Крила су се састојала из три дела. Први део је био саставни део центроплана тј трупа имао је конструкцију од челичних цеви. За тај део су биле причвршћене предње ноге стајног трапа и у њему су били простори за увлачеће предње ноге стајног трапа и неопходни уређаји за њихово покретање. Поред тога у овај део крила су била смештена и два резервоара за гориво запремине 46 литара и халдњаци за уље. За центроплан су се качила спољна крила која су била направљена од легура лаких метала. Она су била опремљена крилцима за управљане, чија је конструкција била метална а облога од импрегнираног платна. Закрилца су била потпуно метална са хидрауличним системом управљања.
Реп авиона се састоји од једног вертикалног стабилизатора и кормила правца и два хоризонтална стабилизатора са кормилима дубине. Носеће конструкције репа су металне а облога од алуминијумског лима причвршћена закивцима. Управљачке површине кормило правца и кормило дубине су металне конструкције обложене импрегнираним платном.
Авион је имао класичан стајни трап две главне ноге са точковима напред и један трећи точак под репом авиона. Главне ноге стајног трапа су биле причвршћене за крила а увлачиле су се према трупу. Увлачење стајног трапа је било хидрауличним путем.
Наоружање авион је био наоружан са два митраљеза Бреда-САФАТ калибра 12,7 mm са 300 метака по митраљезу. Митраљези су гађали кроз обртно поље елисе.

### Варијанте
- G.50 - прва серијска производња: у 4 серије произведено 211 авиона, I-серија са затвореном кабином, остале серије са отвореном кабином
- G.50bis - реконструисан реп, повећани резервоари за гориво, први лет 13. септембра 1940, произведено 421 примерак.
  - G.50bis A - ловац-бомбардер са 300 kg бомби.
  - G.50bis A/N - прототип ловца-бомбардера са 4 митраљеза кал.12,7 mm и 250 kg бомби.
- G.50ter - прототип са мотором Фијат А76 RC40 снаге 1.000 KS, достигао брзину 530 km/h.
- G.50v - прототип са мотором Даимлер-Бенц DB 601, полетео 25. августа 1941, достигао брзину 580 km/h.
- G.50b - двосед са дуплим командама намењен обуци пилота, први лет 30. априла 1940. направљено 106 комада у периоду од 1940. до 1943.

## Земље које су користиле Авион Фијат G.50
| - Италија - НДХ - Нацистичка Немачка | - Финска - Шпанија - Југославија |

## Оперативно коришћење
Прво коришћење авиона Фијат G.50 је било у Шпанском грађанском рату с обзиром да су дошли пред сам крај рата нису могли бити испитани у ратним условима што је Италијанима био основни циљ. Ови авиони су остали у Франковом ваздухопловству. 
Финска је 1939. године купила 35 ових авиона који су са успехом коришћени у Зимском и Другом светском рату. Из употребе су у Финској искључени 1947. године.
Италијанско Ваздухопловство је почело да се опрема овим авионима 1939. године. Коришћени су у рату у Француској, Бици за Британију, у рату против Грчке и Југославије као и у Северној Африци. У току рата најчешће су коришћени за надгледање Средоземног акваторија. После рата су коришћени као школски авиони за школовање италијанских војних пилота.
За време рата ове авионе су користили још и Немачки рајх и Хрватска НДХ.

### Авион Фијат G.50 у Југославији
За време Априлског рата са италијанске стране било је ангажовано укупно 319 ловаца међу којима 53 авиона Фијат G.50 bis. Ови авиони су припадали групацији Авијација Албанија. Пошто су у периоду од 6. до 14. априла били неповољни временски услови у зони дејства италијанске авијације њено дејство је било ограничено. Забележено је само да је један авион Фијат G.50 bis оборен ватром из југословенског бомбардера који су бомбардовали аеродром у Скадру.
У пролеће 1942. године Зракопловство НДХ је купило у Италији 10 авиона Фиат G.50, девет их је било једноседа G.50 bis а један двосед G.50B намењени прелазној обуци пилота. После капитулације Италије купљено је од Немачке још 5 авиона Фиат G.50 bis.
Дана 2. септембра 1944. године приликом извиђачког лета, полетевши са аеродрома Боронгај у Загребу, пребегао је у НОВЈ из зракопловства НДХ и слетео на аеродром на острву Вис, пилот поручник Андрија Араповић на авиону Фиат G.50 bis. То је био G.50 bis регистарски број хрватског зракопловства 3505 и одмах је увршћен у састав ескадриле за везу. Службено је коришћен до 1946. када је повучен из службе и конзервиран. 
Крај рата дочекало је 9 G.50 bis-ова које је са још једним бројем ваздухоплова Југословенска Армија заробила на аеродрому Боронгај у Загребу при ослобођењу земље, али их нису службено уврстили у свој састав због истеклих ресурса, недостатка резервних делова и некомпатибилности са осталим наоружањем.
Од свих њих "преживео" је G.50 којим је пилот Андрија Араповић пребегао на Вис и прикључио се ваздухопловству НОВЈ.

### Сачувани примерак авиона Фијат G.50
У депоу Музеја ваздухопловства на аеродрому "Никола Тесла" у Београду, налази се једини сачувани примерак овог авиона у свету. То је авион са којим је пилот А. Араповић пребегао у партизане.
После расходовања овај авион је предат Војном музеју у Београду и био је изложен на поставци овог музеја на београдском Калемегдану у поводу прославе 10 година победе над фашизмом. После формирања Музеја југословенског ваздухопловства овај авион је предат њему на чување. Авион је у прилично лошем стању и чека боља времена да буде рестауриран.